# New York (oraș)
Orașul New York (în engleză: „The City of New York” sau „New York City”; pronunție: [niʊ jork]) este cel mai populat oraș din Statele Unite ale Americii, zona sa metropolitană fiind una dintre cele mai mari zone urbane din lume. Este situat în statul New York, prescurtat NY și are statutul de cel mai mare oraș al Statelor Unite încă din 1790, fiind de asemenea și primul oraș capitală al statului și locul de numire a lui George Washington ca primul președinte al Statelor Unite. De mai bine de un secol a fost unul din centrele mondiale importante de comerț și finanțe. New York este de asemenea considerat unul din cele mai importante orașe din lume datorită influenței sale globale din mass-media, educație, divertisment, artă, și modă. Orașul este de asemenea și un centru important al afacerilor externe,găzduind sediul Organizației Națiunilor Unite.
New York este împărțit în cinci zone: The Bronx, Brooklyn, Manhattan, Queens, și insula Staten Island. Cu peste 8.5 milioane de rezidenți pe o arie de 830 km², New York este metropola cu cea mai mare densitate de locuitori din Statele Unite.
Rețeaua de străzi din Manhattan este de forma unei table de șah, cu străzi orientate est-vest și nord-sud, întretăiate în unghi de 90°. Există 155 străzi est-vest și 12 străzi nord-sud.
Multe dintre cartierele și monumentele orașului au o popularitate foarte mare în întreaga lume. Statuia Libertății primea milioanele de emigranți ce veneau în America la sfârșitul secolului al XIX-lea și începutul celui de-al XX-lea. Strada Wall Street din Manhattan este un centru financiar important încă din timpul celui de-al Doilea Război Mondial, si este sediul bursei americane New York Stock Exchange (NYSE). Orașul găzduiește de asemenea unele dintre cele mai înalte clădiri din lume, incluzând Empire State Building. Turnurile gemene World Trade Center din Manhattan au fost distruse în atentatele din 11 septembrie 2001.
Simbol al visului american, New York a atras oameni din toate colțurile lumii și din toate categoriile sociale.
Conform unei statistici efectuate de Forbes, în 2016 marele oraș găzduia 79 de miliardari, fiind pe primul loc în lume din acest punct de vedere.

## Istoric

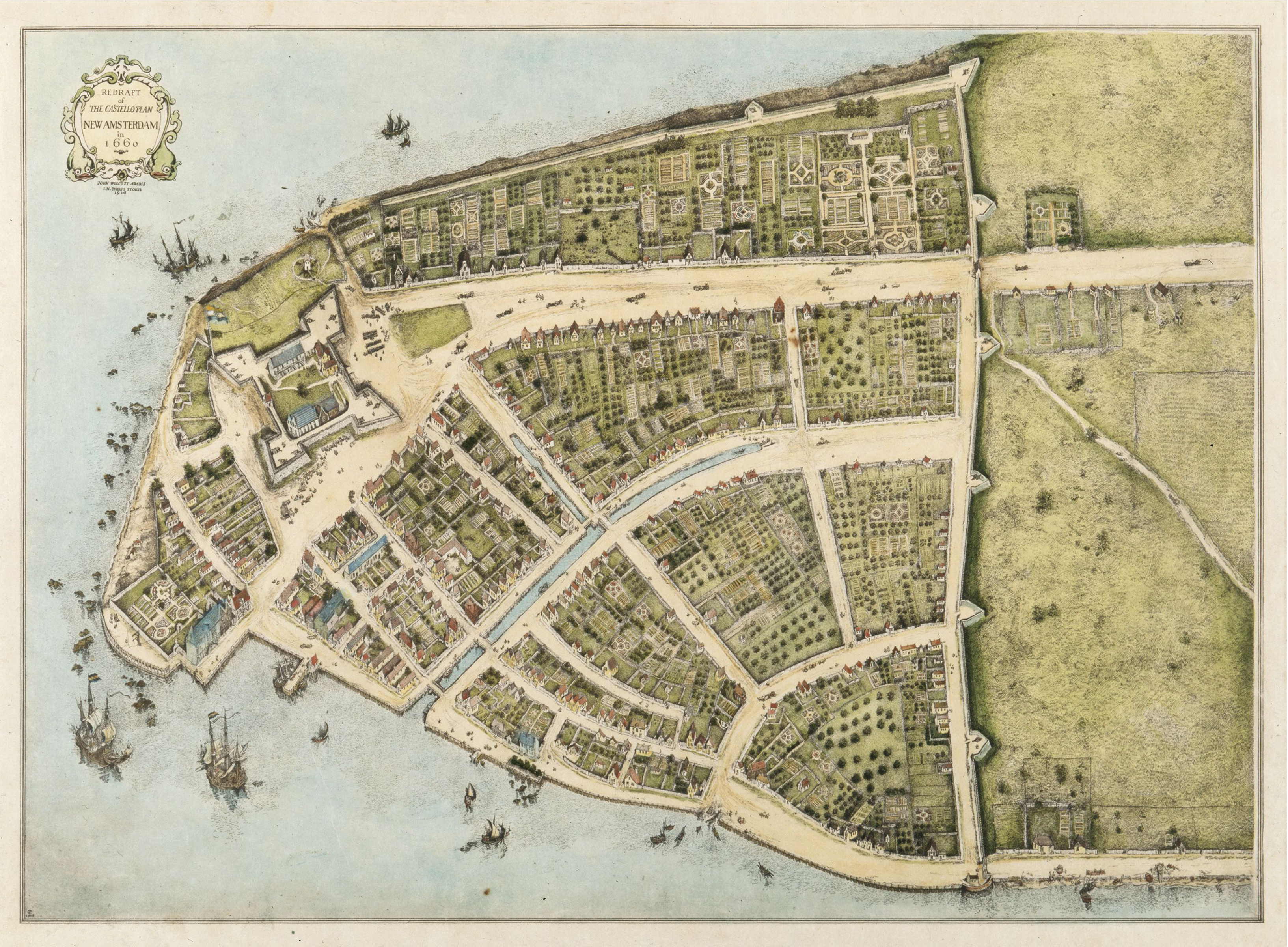
Lower Manhattan în 1660, când făcea parte din Nieuw Amsterdam (Nordul este spre dreapta).

Regiunea era locuită de cca. 6.000 nativi americani lenapi, în momentul descoperirii sale în 1524, de către Giovanni de Verrazzano, un explorator italian, în serviciul coroanei franceze, care a denumit-o „Nouvelle Angoulême“ (Noul Angoulême). Instalarea europeană a început odată cu fondarea unei așezări olandeze în 1614 ce se ocupa cu comerțul de blănuri, denumită mai târziu „Noul Amsterdam“, situată în sudul Manhattanului. Directorul-general colonial, olandezul Peter Minuit, a cumpărat insula Manhattan mai târziu în 1626, oferind în schimb 60 guilderi (denumirea monedelor de aur olandeze). Legenda, acum recunoscuta ca fiind falsă, susținea că Minuit ar fi cumpărat zona cu mărgele din sticlă valorând 24$. În 1664, orașul a fost cucerit de către englezi și redenumit New York, după Ducele englez de York și Albany. La sfârșitul celui de-al Doilea Război Anglo-Olandez, Țările de Jos a căpătat controlul asupra insulei Run (care la acea vreme avea o mai mare importanță), în schimb Anglia obținând New York-ul. Până în anul 1700, populația lenapilor a scăzut la 200.
Importanța New York-ului ca port comercial a crescut în timpul stăpânirii engleze. Universitatea de la Columbia a fost înființată în 1754, pe timpul regelui George al II-lea. Orașul a devenit locul de desfășurare a mai multor lupte importante cunoscute sub numele de Campania de la New York, în timpul Războiului de Independență american. Congresul Continental s-a întâlnit mai târziu în New York, iar în 1789 a fost numit primul președinte al Statelor Unite, George Washington, la Federal Hall, Wall Street.
În timpul secolului al XIX-lea, orașul a fost transformat intens, datorită imigrării și dezvoltării. În anul 1835 New York-ul întrecuse deja demografic Philadelphia, devenind astfel cel mai mare oraș din America.

### Criza financiară din 1975
Stagnarea economică a SUA din anii 1970 a lovit în mod deosebit New York-ul, amplificată de o mare migrare a rezidenților din clasa de mijloc spre suburbii, ceea ce a privat orașul de venituri fiscale. În februarie 1975, New York-ul a intrat într-o criză fiscală gravă. Sub conducerea primarului Abraham Beame, orașul a rămas fără bani pentru a plăti cheltuielile de operare curente, nu mai putea împrumuta bani și se confrunta cu perspectiva de a nu-și putea achita obligațiile și de a-și declara falimentul. Orașul a avut un deficit operațional de cel puțin 600 de milioane de dolari, contribuind la o datorie totală de peste 11 miliarde de dolari, în același timp neputându-se împrumuta de pe piețele de credit. Au existat numeroase motive pentru criză, inclusiv previziuni excesiv de optimiste privind veniturile, subfinanțarea pensiilor, utilizarea alocațiilor de capital și a rezervelor pentru costuri de operare și practici bugetare și contabile slabe. O altă perspectivă asupra acestui subiect este că, fiind cel mai capitalizat oraș al Statelor Unite la acea vreme, New York oferea o gamă largă de asistență socială și beneficii pentru locuitorii săi, inclusiv nouăsprezece spitale publice, facilități de transport în comun și, cel mai important, New York-ul oferea educație superioară gratuită prin sistemul universitar municipal. Administrația orașului era reticentă în a se confrunta cu sindicatele muncitorești municipale; după ce a fost anunțată o „înghețare a angajărilor” a  urmat o creștere a numărului de angajați ai orașului cu 13.000 de persoane într-un trimestru, iar o concediere anunțată de opt mii de lucrători a dus la plecarea a doar 436 de angajați din administrația orașului.
Ca urmare a acestei situații, a fost creat "Municipal Assistance Corporation" (MAC) pentru a aduna fonduri și a refinanța datoriile orașului. Deși au fost implementate măsuri precum înghețarea salariilor, concedierea masivă de angajați și creșterea taxelor, criza a continuat să se agraveze. MAC a vândut obligațiuni în valoare de 10 miliarde de dolari, dar valoarea acestora a scăzut, iar orașul nu a reușit să găsească suficienți bani pentru a plăti angajații și a rămâne funcțional.
În fața acestei situații, statul a intervenit cu o soluție mai drastică: a creat un Consiliu de Control Financiar de Urgență (EFCB), care a preluat controlul total asupra bugetului orașului, implementând reduceri drastice în serviciile municipale și angajamentele financiare. Sindicatele au contribuit la salvarea orașului prin alocarea fondurilor de pensii pentru achiziționarea de obligațiuni MAC. În 1975, președintele Gerald Ford a refuzat să acorde ajutor financiar direct, dar a semnat un proiect de lege care a extins împrumuturi federale orașului. După măsuri severe, New York a reușit să-și achite datoriile și, până în 1985, orașul a reușit să își rezolve criza financiară, eliminând necesitatea sprijinului MAC. 
În 1977, Ed Koch, membru al Partidului Democrat, cu viziuni conservatoare din punct de vedere fiscal, a fost ales primar al orașului. Sub conducerea sa, New York a reușit să elimine datoria pe termen scurt până în 1978, iar până în 1985 orașul nu mai depindea de sprijinul MAC, ceea ce a dus la dizolvarea acesteia. Koch a jucat un rol esențial în stabilizarea finanțelor orașului și în restabilirea încrederii în administrația municipală.

## Geografie

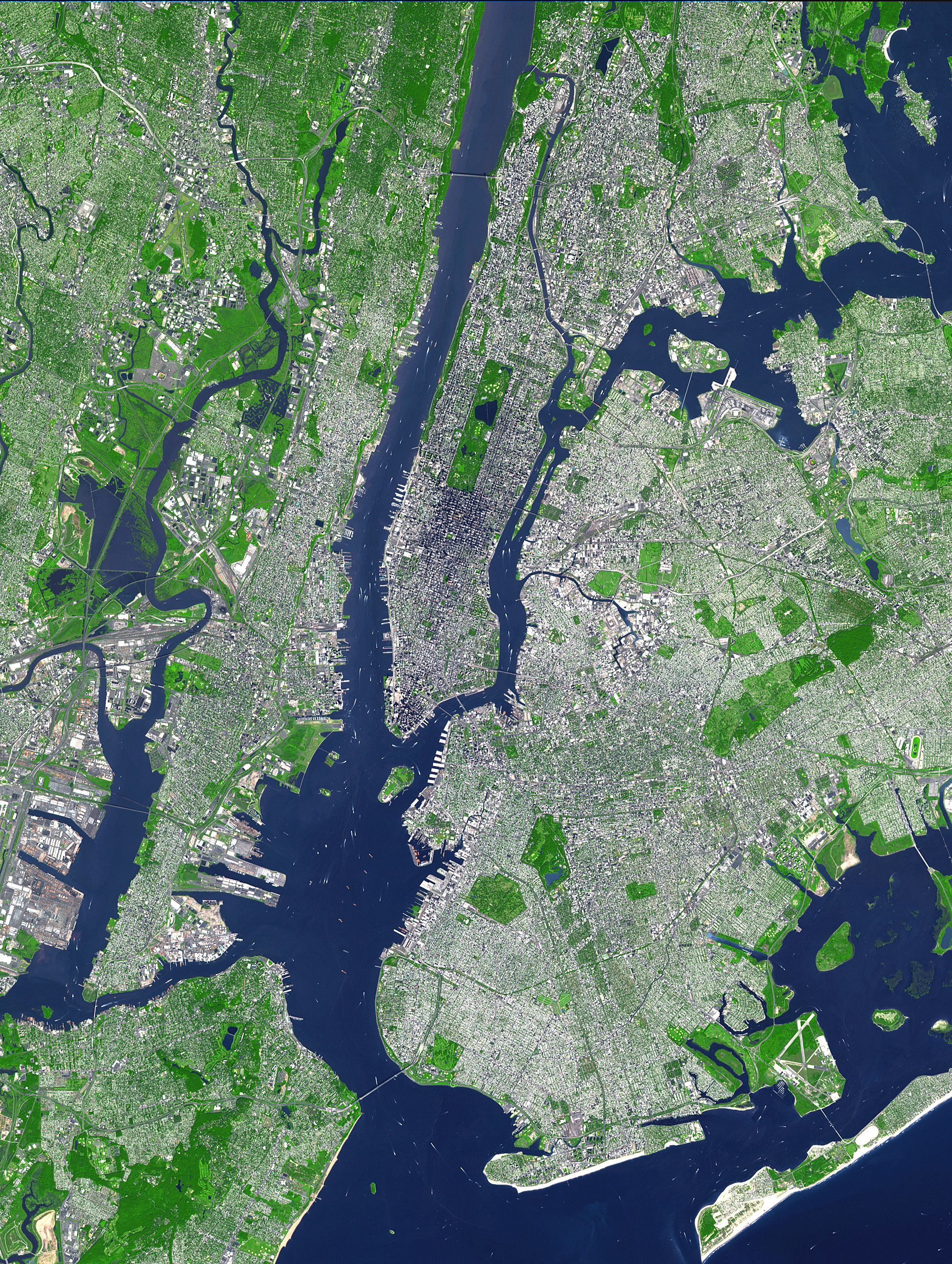
Imagine din satelit arătând centrul zonei metropolitane. Peste 10 milioane de oameni locuiesc aici.

Orașul New York este situat în nord-estul Statelor Unite ale Americii, și în sud-estul Statului New York, la aproximativ jumătatea distanței dintre Washington D.C. și Boston. Zona de la gura râului Hudson, ce se varsă în Oceanul Atlantic, a ajutat orașul să crească în importanță din punct de vedere al comerțului. O mare parte a New York-ului este construită pe cele trei insule ale Manhattanului, Staten Island și Long Island, astfel suprafața sa fiind dispersată, ajutând la creșterea densității.
Râul Hudson curge prin Valea Hudson și Golful New York. Între orașul New York, și Troy (un orășel din New York), râul se transformă într-un estuar. Hudson separă orașul de New Jersey. East River curge din Long Island Sound și separă The Bronx și Manghattan de Long Island. Râul Harlem, ce se află între East River și râul Hudson, separă Manhattan de The Bronx.
Terenul a fost alterat considerabil de către oameni, extinderea pământului peste ape începând încă de pe vremea colonialilor olandezi. Extinderea suprafeței pământului este cel mai accentuată în Lower Manhattan, cu zone ca Battery Park City din anii 1970 și 1980. O parte din variațiile naturale ale topografiei au fost de asemenea netezite in Manhattan.
Orașul se întinde pe uscat pe o suprafață de 831,4 km². Cel mai înalt punct din oraș este Todt Hill din Staten Island, ce se află la 124,9 m deasupra nivelului mării, care este de asemenea și cel mai înalt punct al coastei de est, sud de Maine.

### Climat
Deși aflat la aproximativ aceeași latitudine ca și alte orașe europene a căror climă este mai caldă, spre exemplu Napoli sau Madrid, New York-ul are un climat umed continental, acesta datorându-se curenților de aer rece ce vin din centrul Americii de Nord. Iernile în New York sunt reci, dar datorită faptului că este un oraș de coastă, temperaturile sunt relativ mai ridicate față de cele din interiorul continentului, acest lucru ajutând la moderarea stratului de zăpadă ce variază între 63,5 și 88,9 cm în fiecare an. Temperatura oscilează primăverile și toamnele în New York, aceasta putând să varieze de la ninsori și vreme rece, la vreme caldă și umedă, deși pot fi zile răcoroase și ploioase. Vara este umedă și caldă, cu temperaturi de până la 32 °C sau mai mult. Deși, în general, nu este asociat cu uraganele, New York-ul este vulnerabil acestui tip de fenomene, uraganul din Norfolk și Long Island din 1821 fiind un bun exemplu.

## Peisajul urban

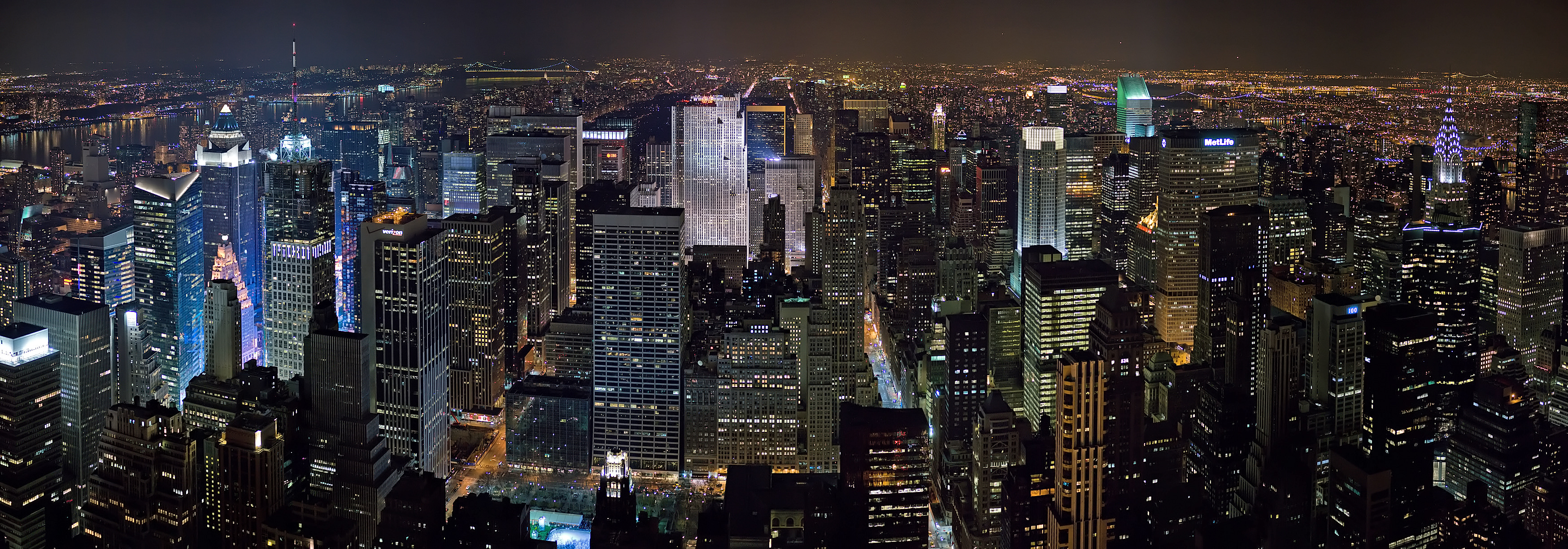

### Arhitectură

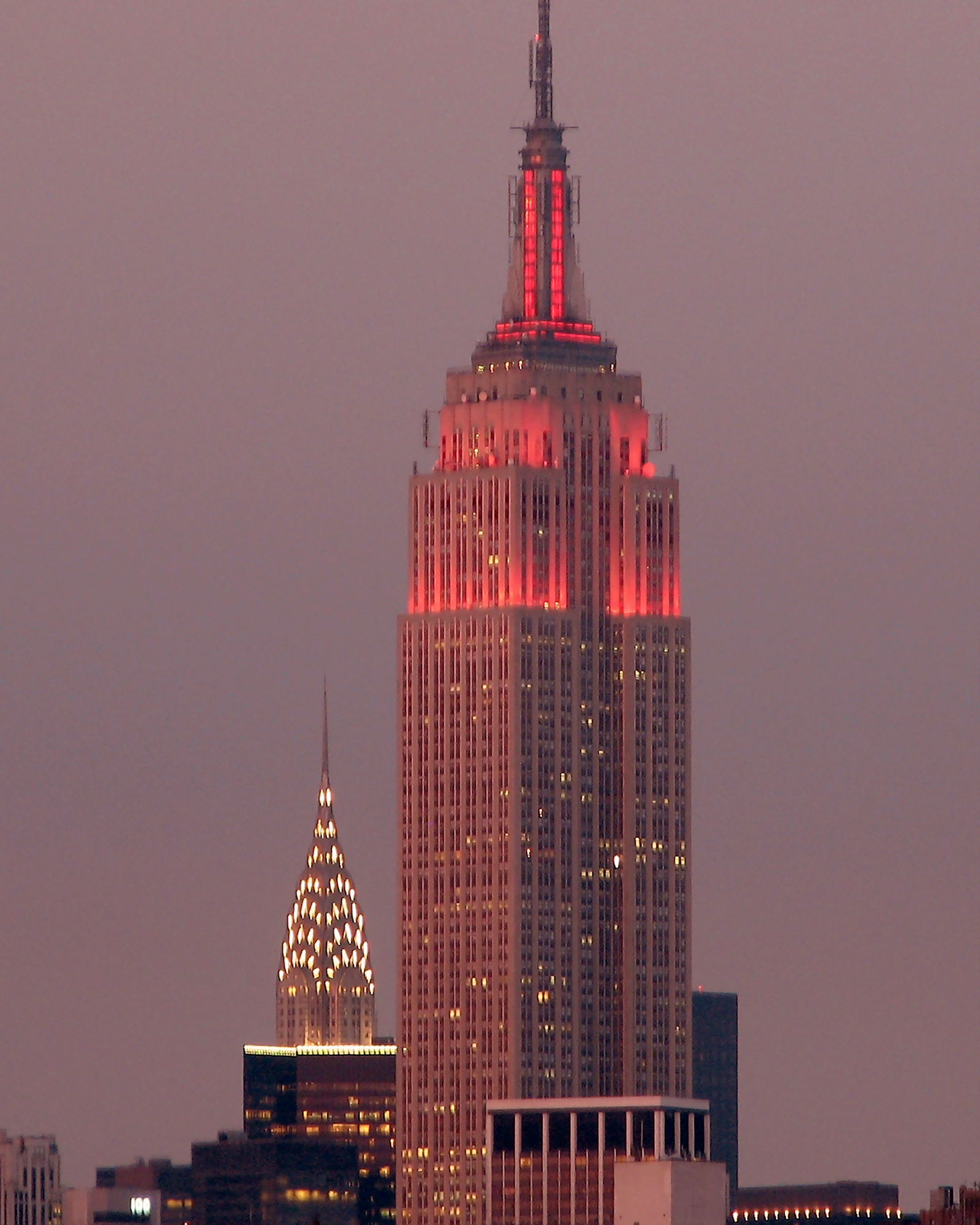
Empire State Building (dreapta) și Chrysler Building, sunt unele dintre cele mai bune exemple ale arhitecturii în stil Art Deco.

Tipul de clădiri cel mai frecvent asociate cu New York-ul sunt zgârie-norii. În New York se găsesc în jur de 4493 zgârie-nori, mai mult decât în orice alt oraș din lume. Fiind înconjurat aproape în întregime de apă, densitatea sa mare, și capacitățile comerciale ale orașului în diferitele sale zone au dus la apariția celui mai mare număr de clădiri de birouri și blocuri de apartamente din lume.
Clădirile din New York prezintă numeroase stiluri arhitecturale importante. Printre acestea se află și Woolworth Building (1913), un zgârie-nori în stil neogotic ce prezintă numeroase detalii la scară mare, caracteristice acestui stil, ce pot fi observate de la câteva sute de metri distanță. În 1916 a fost adoptată Reforma Zoning ce limita construcția zgârie-norilor la un anumit procent pe o zonă definită, pentru a permite luminii soarelui să ajungă până la nivelul de jos. Construcția în stil Art Deco a Chrysler Building (1930) cu al său vârf conic și cupolă din oțel este una dintre clădirile ce respecta prevederile propuse de Reforma Zoning. Clădirea este considerată de către mulți istorici ca fiind cea mai măreață clădire a New York-ului, cu ornamentațiile sale distinctive.Un exemplu extrem de important al stilului internațional în Statele Unite este Seagram Building (1957), ieșind în evidență datorită fațadei sale ale cărei grinzi de culoare bronz sunt lăsate la vedere. Condé Nast Building (2000) este un exemplu de zgârie-nori construiți în stilul verde, sau stilul eco din America.

### Zonele administrative
New York-ul este alcătuit din cinci zone administrative (engleză: boroughs), o formă de guvernare aparte. Aceste zone sunt și ele la rândul lor alcătuite din mii de cartiere, multe dintre care au propria lor istorie și semnătură. În cazul în care aceste zone ar fi fost orașe de sine stătătoare, patru dintre ele (Brooklyn, Queens, Manhattan și The Bronx) ar fi fost printre primele zece cele mai populate orașe din Statele Unite.
- The Bronx (pop. 1.373.659) este zona ce se află în cel mai nordic punct al orașului. Este de asemenea și casa echipei de baseball New York Yankees, găzduind și stadionul acestora, Yankee Stadium. Cu excepția unei mici porțiuni din Manhattan, și anume Marble Hill, The Bronx este singura parte a orașului ce se află pe teritoriul continental al Statelor Unite (toate celelalte unități administrative Manhattan, Queens, Brooklyn și Staten Island sunt clădite pe insule) . În The Bronx se poate de asemenea găsi Bronx Zoo, cea mai mare grădină zoologică aflată în interiorul unui oraș din Statele Unite, acesta ocupând o suparfață de 107,2 hectare și având peste 6.000 de animale.[23] The Bronx este de asemenea și locul de naștere al culturii rap și hip-hop.

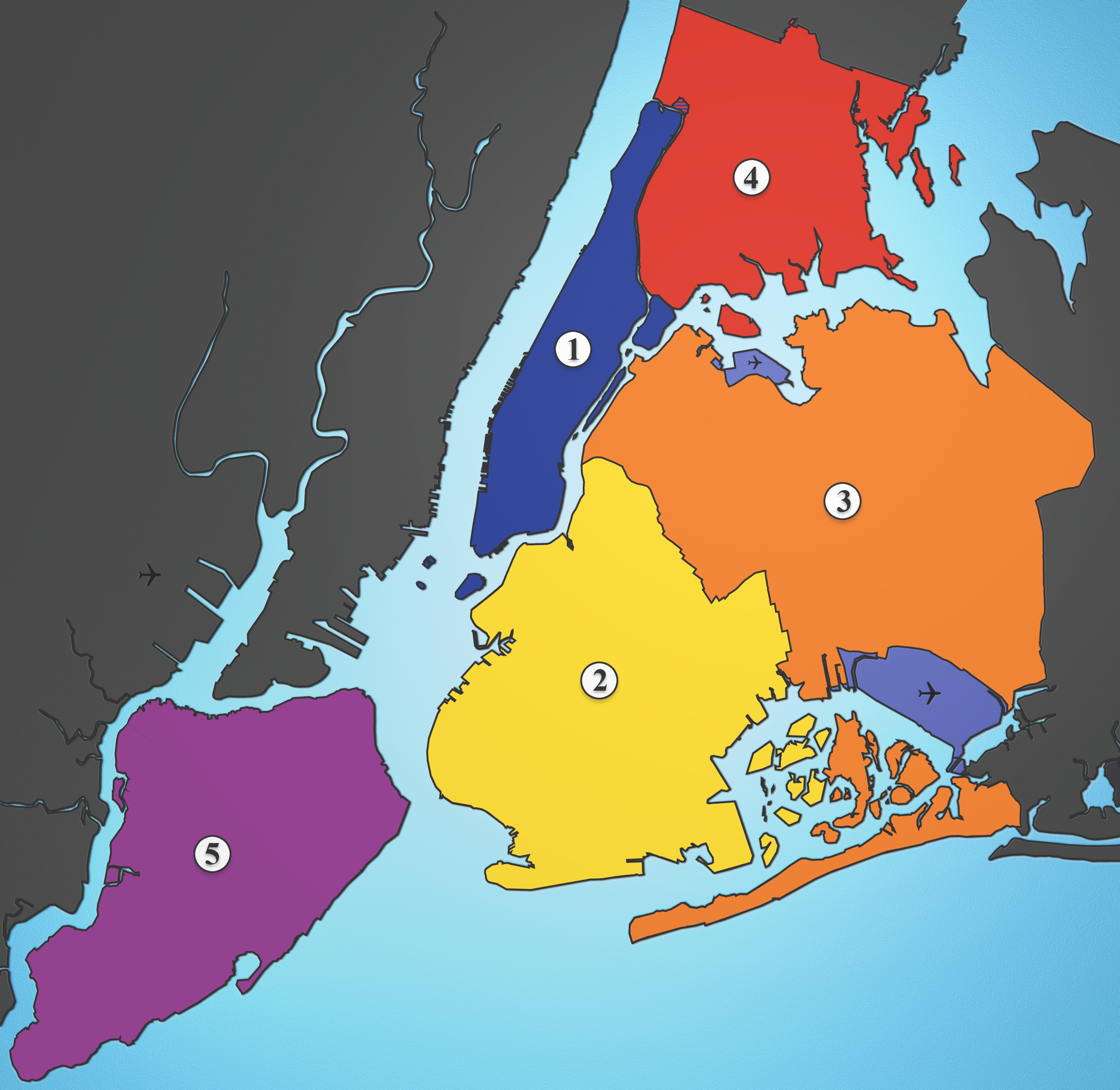
Cele cinci zone administrative: Manhattan, Brooklyn, Queens, The Bronx, Staten Island

- Manhattan (pop. 1.620.867) este cel mai dens populat dintre cele cinci zone și locul unde se pot întâlni majoritatea zgârie-norilor din New York, precum și Central Park. În nord (în imediata vecinătate a Bronxului) se află cartierul Harlem. Manhattan este centrul financiar al orașului și găzduiește sediile multor corporații, Națiunile Unite, precum și numeroase universități importante. Manhattan este cea mai veche așezare din New-York și poate fi privit ca fiind nucleul orașului New York. Este amplasat pe o insulă - Manhattan Island.
- Brooklyn sau Kings (pop. 1.373.659) este cea mai populată zonă administrativă a orașului, și a fost un oraș de sine stătător până în anul 1898. Brooklyn-ul este cunoscut pentru diversitatea sa culturală, etnică și socială, și cartierele sale distinctive. Acestă zonă beneficiază de o plajă ce se extinde pe o suprafață foarte mare, și găzduiește Coney Island, înființat în anii 1870. Este amplasat pe insula Long Island.
- Queens (pop. 2.270.338) este cea mai mare zona administrativă („borough”) din SUA. Primii coloniști europeni au fost olandezii care au înființat o serie de sate și orașe pe teritoriul actual , astăzi fiind al doilea borough ca mărime din punct de vedere al populație după Brooklyn. Este amplasat pe insula Long Island.
- Staten Island sau Richmond (pop. 481.613) este cea mai recentă și cea mai puțină populată zonă din New York (mai puțin de 100 de ani) și este legată de restul metropolei prin Podul Verrazano-Narrows, ce face legătura cu Brooklyn și prin Feribotul Staten Island ce face legătură cu Manhattan.

## Orașe înfrățite
Există zece orașe înfrățite cu New York-ul, dintre care nouă au fost recunoscute de către Sister Cities International (SCI). Data indică anul în care orașele s-au înfrățit. 
| Țara                 | Orașul        | Județ / Sector / Regiune / Stat | Data  |
| China                | Beijing       | Beijing                         | 1980  |
| Republica Dominicană | Santo Domingo | Distrito Nacional               | 1983  |
| Egipt                | Cairo         | Governoratul Cairo              | 1982  |
| Ungaria              | Budapesta     | Budapesta                       | 1992* |
| Israel               | Ierusalim     | Districtul Ierusalim            | 1993  |
| Italia               | Roma          | Lazio                           | 1992  |
| Japonia              | Tokio         | Prefectura Tokio                | 1960  |
| Spania               | Madrid        | Comunidad de Madrid             | 1982  |
| Africa de Sud        | Johannesburg  | Gauteng                         | 2003  |
| Marea Britanie       | Londra        | Londra Mare                     | 2001  |
|                      |               |                                 | 2003  |

* nu a f. ales de SCI

## Demografie
New York-ul este cel mai populat oraș din Statele Unite, în 2007 populația sa estimată fiind de 8.274.527 (în 1990 acesta fiind de 7,3 milioane). Aceasta reprezintă aproximativ 40% din populația totală a statului New York, și un procent similar din totalul populației metropolitane. În ultimul deceniu, populația orașului a crescut, demografii estimând că populația New York-ului va ajunge la 9,2 - 9,5 milioane până în 2030. Două dintre caracteristicile demografice importante ale orașului sunt densitatea și diversitatea culturală. Densitatea New York-ului este de 10.194 loc./km², fiind astfel municipalitatea cu peste 100.000 locuitori și cu cea mai mare densitate din Statele Unite. În Manhattan densitatea ajunge la 25.846 loc./km², cea mai mare din oricare stat din S.U.A.
New York-ul are o diversitate covârșitoare. De-a lungul istoriei sale, orașul a fost un punct de stabilire al imigranților. Astăzi, 36% din populația sa este născută în altă țară. Singurele orașe americane ce depășesc acestă proporție sunt Los Angeles și Miami. Totuși, în timp ce în aceste orașe există naționalități majoritare, în New York imigranții din nicio singură țară sau regiune nu sunt majoritari. Primele 10 țări de origine ale majoritatea imigranților sunt Republica Dominicană, China, Jamaica, Guiana, Pakistan, Ecuador, Haiti, Trinidad-Tobago, Columbia și Rusia. Aproximativ 170 de limbi sunt vorbite în New York.

## Criminalitatea
Criminalitatea a crescut vertiginos în anii 1980 și începutul anilor 1990, ca urmare a epidemiei de crack ce lovise orașul, dar până la începutul secolului al XXI-lea rata criminalității a cunoscut o scădere dramatică, iar din anul 2005 orașul este recunoscut ca având cea mai mică rată de criminalitate din toate cele 25 de orașe mari din S.U.A. În 2002 New York avea aproape aceeași rată de criminalitate ca orașul Provo, din statul Utah, și era catalogat ca cel de-al 197-lea din punct de vedere al criminalității, din toate cele 216 orașe americane cu peste 100.000 de locuitori. Crimele violente au scăzut cu mai mult de 75% din 1993 până în 2005, continuând să scadă, în timp ce în restul tării aceasta creștea. În anul 2005 numărul omuciderilor ajunsese la cel mai mic nivel al său încă din 1963. În anul 2007 în New York s-au înregistrat mai puțin de 500 omucideri, pentru prima dată de când s-au publicat date despre rata criminalității, în 1963.
Sociologii și criminologii nu au reușit să ajungă la un răspuns cu privire la motivul pentru care orașul a cunoscut acestă scădere dramatică a ratei criminalității. Unii atribuie acest fenomen noilor măsuri luate de către New York City Police Department. Alții explică faptul că sfârșitul epidemiei de crack și schimbările demografice ar fi cauza.
Crima organizată a fost dintotdeauna asociată cu New York-ul, începând cu grupările Forty Thieves și Roach Guards din Five Points, Manhattan, din anii 1820. Secolul al XX-lea a cunoscut o creștere a puterii Mafiei, dominată de Cele Cinci Familii. Grupări incluzând Black Spades au crescut și ele spre sfârșitul secolului XX.

## Educația

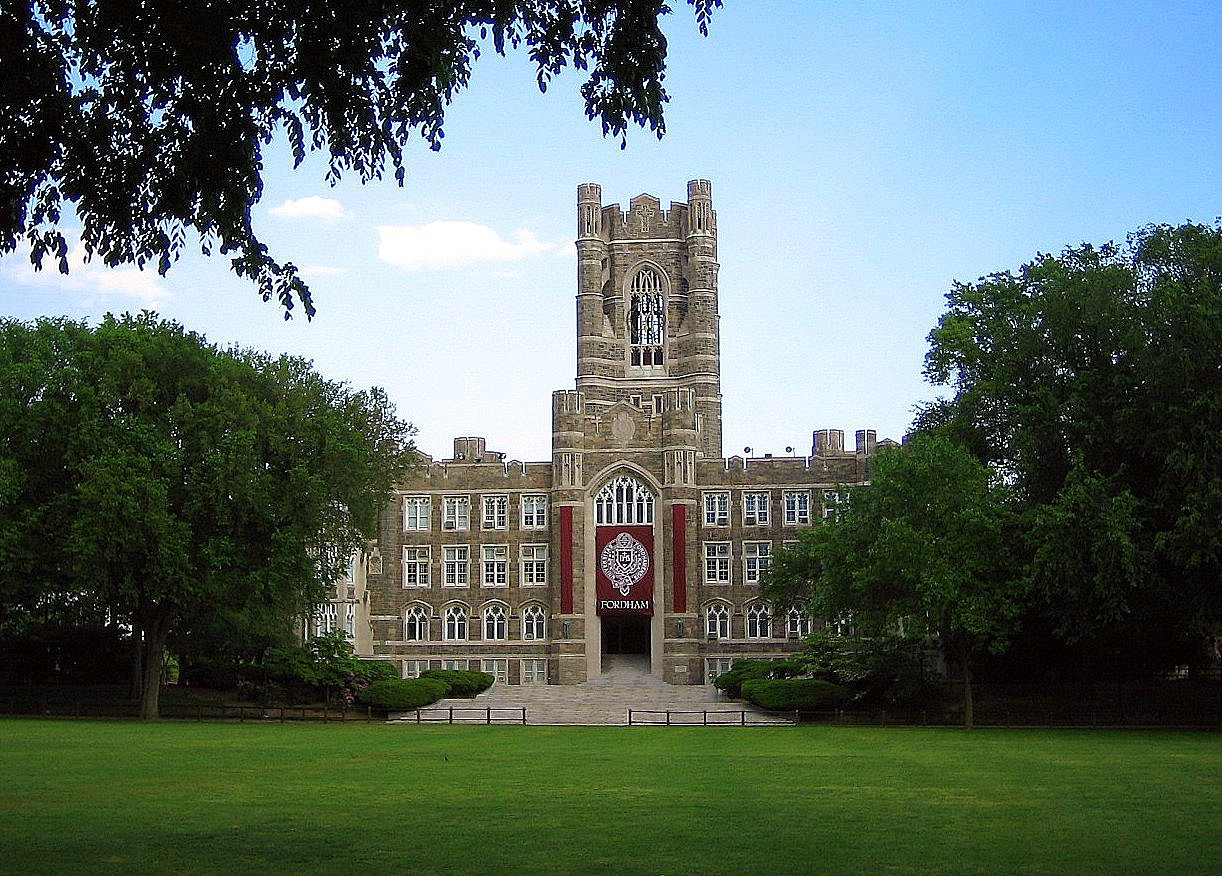
Keating Hall din, sectorul The Bronx.

Sistemul public de învățământ al orașului este cel mai mare din America. În jur de 1,1 milioane de elevi învață în peste 1.200 de școli diferite. Există aproximativ 900 de școli private, unele dintre ele fiind printre cele mai prestigioase din S.U.A. Deși nu este văzut în mod special ca fiind un oraș axat pe învățământ, în New York se găsesc aproximativ 594.000 de studenți, mai mult decât în orice alt oraș din Statele Unite. În 2005, trei din cinci locuitori ai Manhattan-ului erau absolvenți de facultate, iar unul din patru avea pregătire de specialitate, formând astfel unul dintre cele mai mari numere de rezidenți cu studii superioare din orice oraș american.
Biblioteca Publică din New York, având cel mai mare sistem de biblioteci publice din țară, servește Manhattanul, The Bronx și Staten Island. Queens este servit de către Librăria Publică "Queens Borough", aceasta fiind al doilea sistem de biblioteci publice ca mărime, iar Biblioteca Publică din Brooklyn servește Brooklyn-ul. Biblioteca Publică din New York are, de asemenea, câteva biblioteci de cercetare, printre care și "Arthur Schomburg" Center for Research in Black Culture .

## Transportul

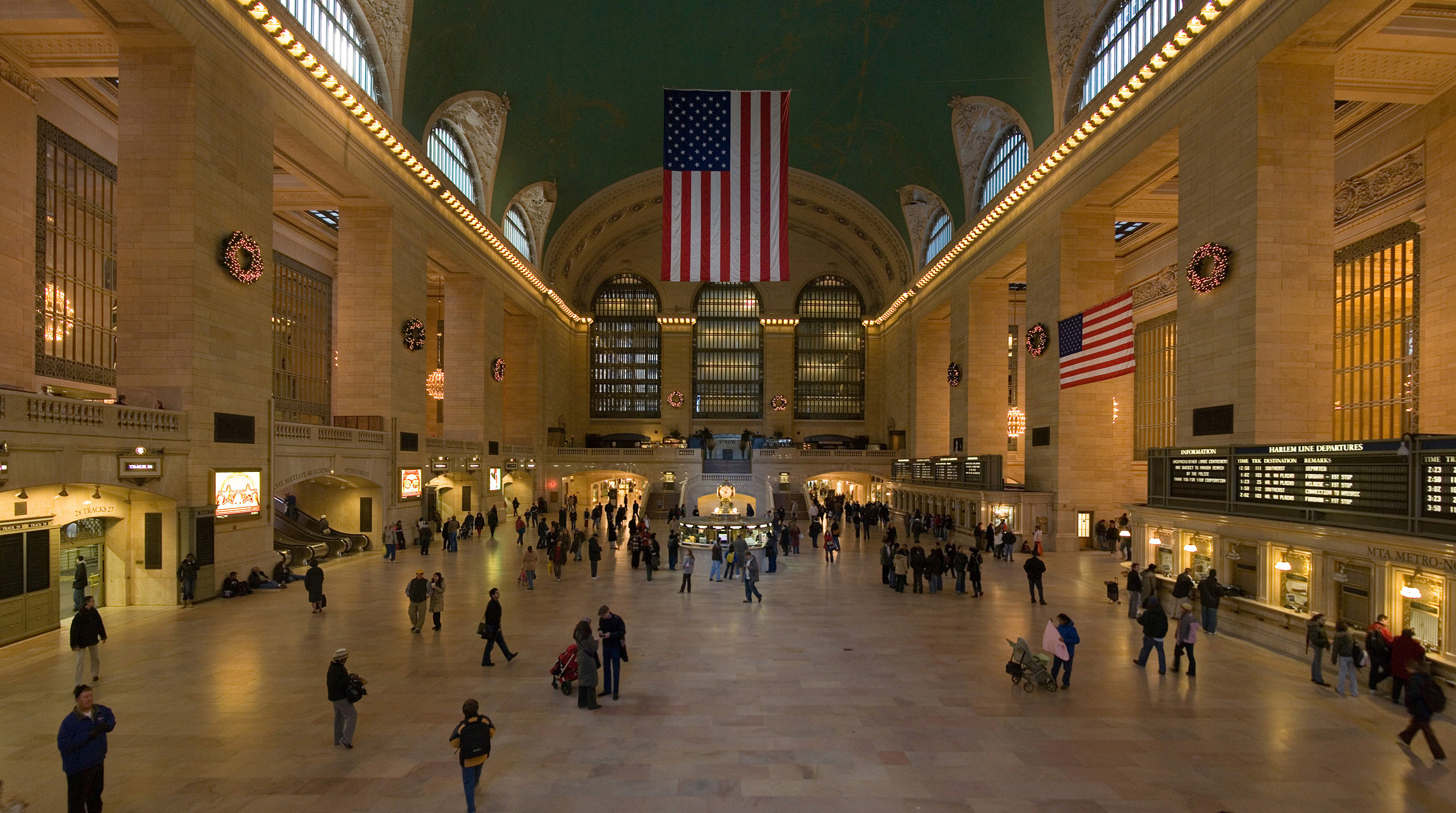
New York este locul unde se găsesc două dintre cele mai aglomerate stații de metrou din S.U.A., incluzând Grand Central Terminal (văzut aici).

Transportul în comun este de departe principalul mod de călătorie al newyorkezilor. Aproximativ una din trei persoane ce folosesc transportul în comun din Statele Unite, și două treimi din călătorii cu metroul locuiesc în New York și suburbiile sale. Acest lucru fiind în contrast cu restul țării, unde 90% din populație folosește propriile automobile pentru a ajunge la locul de muncă. New York este singurul oraș din Statele Unite unde mai mult de jumătate din populație nu deține o mașină (în Manhattan, mai mult de 75% din rezidenți nu au mașină; la nivel național procentajul e de 8%).

## Personalități marcante
- Lady Gaga, cântăreață
- Diane Lane, actriță
- Bonnie Bedelia, actriță
- Robert De Niro, actor
- 50 Cent, rapper

## Atracții turistice
- National September 11 Memorial & Museum — este un parc memorial construit în locul celor două clădiri WTC
- One World Trade Center — este un complex de clădiri din Manhattan, New York, ridicat în memoria fostului complex de clădiri World Trade Center, distrus în atentatele teroriste din 2001
- Central Park — este un parc din Manhattan, New York, deschis în anul 1859. Are 315 ha și este vizitat anual de circa 25 de milioane de persoane
- Empire State Building — Dorința arhitectului a fost ca acest zgârie-nori, construit în anul 1931, să arate ca un creion. Până la platforma clădirii sunt exact 576 trepte. Are o înălțime de 381 m.
- Times Square — este o intersecție comercială importantă din cartierul Manhattan al orașului New York, la intersecția Broadway șiSeventh Avenue și se întinde de la vest 42nd Street la vest 47th Street.
- Chrysler Building — Clădire turn armată cu oțel a fost construită în anul 1930 în stilul Art Deco. Are o înălțime de 319 m.
- Podul Brooklyn — Construcția podului a fost începută în anul 1883 de arhitectul John Roebling. Aici au murit 20 de muncitori. Podul măsoară în prezent 1,8 km, pilonii lui fiind înalți de 70 m.
- Statuia Libertății — Această statuie din cupru a fost montată, cu o întârziere de 10 ani, pe Liberty Island, în anul 1886, fiind un dar de prietenie din partea francezilor. Soclul de granit măsoară 47 m. Torța sa din aur se înalță la cer cu încă 46 m.
- Flatiron Building — Această clădire este cel mai vechi zgârie-nori din New York, fiind construit în anul 1902 de arhitectul Daniel Burnham din Chicago.
- Centrul Rockefeller — Situat între 47th și 52nd Street este numit adesea un „oraș în oraș”, deoarece este alcătuit din 19 zgârie-nori care sunt legați între ei prin pasaje subterane. Statuia de bronz a lui Prometeu, înaltă de 6 m domină Lower Plaza.